# Покровское (Чернский район)
Покровское — деревня в Чернском районе Тульской области России.

## Описание
Деревня расположена на берегу реки Снежеди, примерно в 10 к северо-западу от районного центра — посёлка городского типа Чернь. 
Покровское было одним из родовых имений рода Толстых. Принадлежало двоюродному дяде писателя П. И. Толстому, внуку графа А. И. Толстого. За его сына Валериана Петровича в 1847 году вышла замуж родная сестра писателя Мария Николаевна. У неё часто гостили Лев Толстой и Иван Тургенев. Иван Сергеевич Тургенев посвятил Марии Николаевне свою повесть «Фауст». 
В Покровском сохранился дом Толстых, который в 2001 году был приобретён музеем-усадьбой «Ясная Поляна» 
в качестве филиала.

## Население
| 2010 |
| ---- |
| 2    |